# ستيف جونسون (فنان ماكياج)
ستيف جونسون (بالإنجليزية: Steve Johnson)‏ هو فنان ماكياج أمريكي، ولد في 7 فبراير 1960 في هيوستن في الولايات المتحدة.

## وصلات خارجية
- ستيف جونسون على موقع IMDb (الإنجليزية)
- ستيف جونسون على موقع قاعدة بيانات الفيلم (الإنجليزية)